# Ronde van Lombardije 1946
De Ronde van Lombardije 1946 was de 40e editie van deze eendaagse Italiaanse wielerwedstrijd, en werd verreden op zondag 27 oktober 1946. Het parcours leidde van Milaan naar Milaan en ging over een afstand van 231 kilometer. De wedstrijd werd gewonnen door de Italiaan Fausto Coppi na een solo.

## Uitslag
| Ronde van Lombardije 1946 |                   |             |          |
| Plaats                    | Naam              | Ploeg       | Tijd     |
| Winnaar                   | Fausto Coppi      | Bianchi     | 6u15'00" |
| 2                         | Luigi Casola      | Bustese     | +0'40"   |
| 3                         | Michele Motta     | Welter      | z.t.     |
| 4                         | Italo De Zan      | Olmo-Fulgor | +1'45"   |
| 5                         | Bruno Pasquini    |             | +2'00"   |
| 6                         | Osvaldo Bailo     | Gestri      | +3'30"   |
| 7                         | Elio Bertocchi    |             | z.t.     |
| 8                         | Antonio Covolo    | Benotto     | z.t.     |
| 9                         | Ubaldo Pugnaloni  | Bianchi     | z.t.     |
| 10                        | Severino Canavesi | Bianchi     | z.t.     |
|                           |                   |             |          |
| 40                        | Arie Vooren       |             | + 5' 30" |

1905 · 1906 · 1907 · 1908 · 1909 · 1910 · 1911 · 1912 · 1913 · 1914 · 1915 · 1916 · 1917 · 1918 · 1919 · 1920 · 1921 · 1922 · 1923 · 1924 · 1925 · 1926 · 1927 · 1928 · 1929 · 1930 · 1931 · 1932 · 1933 · 1934 · 1935 · 1936 · 1937 · 1938 · 1939 · 1940 · 1941 · 1942 · 1943 · 1944 · 1945 · 1946 · 1947 · 1948 · 1949 · 1950 · 1951 · 1952 · 1953 · 1954 · 1955 · 1956 · 1957 · 1958 · 1959 · 1960 · 1961 · 1962 · 1963 · 1964 · 1965 · 1966 · 1967 · 1968 · 1969 · 1970 · 1971 · 1972 · 1973 · 1974 · 1975 · 1976 · 1977 · 1978 · 1979 · 1980 · 1981 · 1982 · 1983 · 1984 · 1985 · 1986 · 1987 · 1988 · 1989 · 1990 · 1991 · 1992 · 1993 · 1994 · 1995 · 1996 · 1997 · 1998 · 1999 · 2000 · 2001 · 2002 · 2003 · 2004 · 2005 · 2006 · 2007 · 2008 · 2009 · 2010 · 2011 · 2012 · 2013 · 2014 · 2015 · 2016 · 2017 · 2018 · 2019 · 2020 · 2021 · 2022 · 2023 · 2024 · 2025